# Saltillo
Saltillo er en by i Mexico. Byen er en højtliggende by, hvorfor temperaturerne er lavere her end i størstedelen af Mexico (omkring 30-35 grader C i juni-juli)
25°26′13.466″N 100°59′10.781″V / 25.43707389°N 100.98632806°V
og er hovedstad i den mexicanske delstat Coahuila. Byen befinder sig sydøst i Coahuila, omtrent 90 km øst for Monterrey og 400 km syd for grænsen mod Texas i USA.
Der bor omtrent 650 000 indbyggere i byen, og hvis man tæller storbyområderne med er indbyggertallet oppe i omtrent 750 000.
Byen ligger 1600 meter over havet.
Saltillo blev grundlagt i 1577. Dette gør den til den ældste by i det nordlige Mexico.
- Wikimedia Commons har flere filer relateret til Saltillo